# Isoscelipteron leveri
Isoscelipteron leveri is een insect uit de familie van de Berothidae, die tot de orde netvleugeligen (Neuroptera) behoort. 
Isoscelipteron leveri is voor het eerst wetenschappelijk beschreven door Kimmins in 1951.